# ウエンシリ岳
ウエンシリ岳（ウエンシリだけ）は、北海道の紋別郡滝上町と紋別郡西興部村と上川郡下川町の3町村にまたがる標高1,142.3m。山頂には一等三角点「察来岳」が設置されている。北海道百名山及び北海道の百名山に選定されている。

## 概要
北見山地北部に位置する山で、アイヌ語で「険悪な山」を意味する「ウエン・シリ」が由来であり、その名の通り急峻な山稜と深い谷で滝も多い。夏季でも雪渓が残り、第二藻興部川には氷のトンネルが見られる。

## 登山
主なルートは西興部村側からの2つのルートである。ルートによっては岩場もあり、整備はされているが中級者向けである。

### ウエンシリキャンプ場から（西興部村）
最も人気なルートである。山頂東側からの尾根を登るルートで、距離は短いが急登が多く岩場も見られるため体力や技術が必要となる。

### 中央登山口から（西興部村）
森林基幹道札滑ウエンシリ線を進み、標高549m地点の峠から登る。尾根を登ると標高1,024mピークで主稜線へ入り、稜線を南下して山頂へ至る。ウエンシリキャンプ場からの尾根を通る周回ルートをとる人が多い。

### 下川ルート（下川町）
下川町側からもルートが存在するがあまりメジャーではない。国道239号から奥名寄林道へと入り、途中でポロナイプ林道へと入り登山口へ向かうが、奥名寄林道の入口はゲートで封鎖されているため、事前に入林許可の手続きを行う必要がある。登山口からは南東方向に尾根を登り、標高1,083mピークで中央登山口からのルートと合流し、稜線を歩いて山頂へ至る。

### 氷のトンネル
ウエンシリキャンプ場からの登山道には氷のトンネルへの入口があったが、現在は危険のため通行できない状態になっている。平成13年に崩落し、それ以降は一般見学者による見学は禁止されているが、毎年7月最終日曜日に、地元の商工会青年部による主催で一日解放イベントが実施されており、そこで見る事ができる。氷のトンネル手前100mほど前に駐車場があり、一日解放イベントの際はウエンシリキャンプ場からシャトルバスによる送迎が行われている。

### ポロナイポ岳
ウエンシリ岳から南西方向にある主稜線上の標高1,111mの山。アイヌ語で「ポロ・ナイ・ポ（大きい・沢・子供）」が由来とされる。藪漕ぎが多いためウエンシリ岳よりもさらに技術や体力を求められる。